# Guerlinguetus aestuans
O caxinguelê (Guerlinguetus aestuans) é uma espécie de esquilo florestal que mede cerca de vinte centímetros de comprimento, possui hábitos diurnos, que vive principalmente nas árvores e por ser alimentar de frutos do alto delas, se torna um ótimo dispersor de sementes, por deixá-las cair ao decorrer de sua alimentação.

## Outros nomes, grafias e etimologia
Também chamado de serelepe ou quatipuru e conhecido nos idiomas inglês e espanhol respectivamente como "Brazilian squirrel" e "Ardilla de Brasil" que  em uma tradução livre para o português seria respectivamente esquilo brasileiro e esquilo do Brasil. "Caxinguelê" é oriundo do termo quimbundo (idioma que era falado por alguns dos negros escravizados vindos da atual Angola para o Brasil) kaxinjiang'elê, que significa "rato de palmeira" (ou seja é uma palavra de origem africana, nunca foi utilizada pelos indígenas brasileiros). Já "Quatipuru" vem do termo tupi (idioma falado por alguns dos povos originários do Brasil) acutipu'ru, que significa "cutia enfeitada". Os primeiros colonizadores portugueses no Brasil muito provavelmente se referiam ao animal simplesmente como "Esquilo" (palavra com origem no termo grego skioúros), sendo que em outros idiomas de origem europeia como o inglês (Brazilian squirrel) e espanhol (Ardilla de Brasil) o animal é referido pela tradução da palavra "esquilo" em seus respectivos idiomas (squirrel e ardilla).

## Descrição morfológica
O caxinguelê é um tipo de roedor pertencente à família dos ciurídeos, que se destaca por ter uma cauda longa e peluda curvada sobre as costas. Sua pelagem é densa, comprida e suave, com uma tonalidade geralmente marrom-olivácea, um pouco mais escura na parte de trás do pescoço e nas costas. A região do queixo e da garganta é de cor esbranquiçada, enquanto a barriga e as partes inferiores dos membros dianteiros e traseiros têm uma tonalidade ocre. A cauda, que é significativamente mais extensa do que o corpo, possui uma cor marrom-olivácea escura na base e torna-se amarelada na ponta.

## Distribuição geográfica
Tem sua distribuição exclusiva na América do Sul, sendo localizado em países como Brasil, Guiana, Guiana Francesa, Suriname, Venezuela e na região nordeste da Argentina. Sendo essa a única espécie de esquilo encontrada nos Pampas no Rio Grande do Sul.

## Ecologia
Esses pequenos animais preferem viver solitários ou em pares, e têm uma expectativa de vida de até quinze anos, alcançando a maturidade sexual por volta de um ano de idade. As fêmeas ficam grávidas uma vez por ano, gerando entre um e dois filhotes. O caxinguelê é um roedor ágil  de hábitos diurnos que vive principalmente nas árvores, escolhe locais com vegetação madura para habitar, reproduzir-se, cuidar dos filhotes e armazenar comida. Esses esquilos criam espaços ocos nas árvores e preferem áreas com copas altas, movendo-se habilmente ao longo dos troncos e saltando de galho em galho. Habitando zonas de floresta ou bosques, são mais comuns em matas preservadas, afastadas de áreas urbanas, o que torna difícil a observação desses animais e a obtenção de imagens e dados científicos sobre a espécie. Sua dieta consiste principalmente de frutas e insetos. Um comportamento peculiar do caxinguelê é sua habilidade de perfurar facilmente os nós dos bambus e taquaras em busca de água acumulada e larvas de insetos. É um ótimo dispersor de sementes na natureza. É uma espécie arborícola que desce das árvores geralmente para buscar alimento ou enterrar sementes. Outras características desse pequeno esquilo envolvem: capacidade de saltar até 5 m entre os galhos; territorialismo; visão e audição bastante apuradas.
Esses animais são comumente predados por onça-pintada (Panthera onca) e por jaguatirica (Leopardus pardalis). Embora humanos não cacem esses animais para alimentação, eles são capturados para comércio e domesticação da espécie, o que denomina uma situação de Amensalismo, ou seja, uma interação desarmônica em que  humanos inibem o crescimento e desenvolvimento dessa espécie de esquilo.

## Citação na cultura brasileira
Na música "Capim Guiné", de letra e música de Wilson Aragão, mas mais conhecida na interpretação de Raul Seixas, o caxinguelê é citado no verso: "Com cara de veado que viu caxinguelê".

Na música “Caxinguelê” de Dominguinhos, além do caxinguelê dar nome à música, ele é citado no refrão:  
“Menina cadê o caxinguelê
O beijo que você não me deu
Menina cadê o caxinguelê

O abraço que você prometeu”
No livro "O Guia das Criaturas Mágicas: Desbravando Terras Brasileiras", a criatura fantástica catinguelê foi inspirada no animal real caxinguelê. O catinguelê do livro é descrito como um roedor parecido com um esquilo, com caldas de cores brilhantes, e, quando ameaçado, libera um pó que faz a vítima cair em sono profundo.